# Ciske de Rat (1955)
Ciske de Rat is een Nederlandse film uit 1955 onder regie van de Duitser Wolfgang Staudte, gebaseerd op de boeken Ciske de rat en Ciske groeit op uit de Ciske-trilogie van Piet Bakker. De boeken werden opnieuw verfilmd in 1984.
De film is de op twee na best bezochte film in de Nederlandse cinema; er kwamen 2.433.000 bezoekers naar kijken. Deze Duits-Nederlandse coproductie werd in 1955 – al voor de Nederlandse première – vertoond op het Filmfestival van Venetië en bekroond met de Zilveren Leeuw van San Marco en kreeg een eervolle vermelding van de Office Catholique Internationale du Cinéma.

## Verhaal
Het verhaal speelt zich af in de jaren dertig, de jaren van de depressie, en eindigt kort na de capitulatie van Nederland na de Duitse inval in 1940. Het verhaal wordt verteld vanuit het standpunt van onderwijzer Bruis. Ciske Vrijmoeth is een straatjongen die zijn vader nooit ziet omdat die op zee zit, en die wordt verwaarloosd door zijn moeder, die meer naar haar vriend Henri omkijkt dan naar Ciske. Keer op keer wordt Ciske van school gestuurd; alleen onderwijzer Bruis weet echt tot Ciske door te dringen en hem onder de duim te houden. In een vlaag van woede doodt Ciske zijn moeder met een mes en moet naar een tuchtschool. Uiteindelijk ontfermt zijn vader zich over hem, en in huis bij Tante Jans komt alles uiteindelijk toch nog goed.

## Rolverdeling
| Acteur             | Personage                                                     |
| ------------------ | ------------------------------------------------------------- |
| Dick van der Velde | Ciske (Franciscus Aloysius Gerardus) Vrijmoeth (Ciske de Rat) |
| Kees Brusse        | Onderwijzer Bruis                                             |
| Heidi Schmidt      | Betje                                                         |
| Tjeerd de Vries    | Jantje Verkerk                                                |
| Jenny van Maerlant | Marie, Ciskes moeder                                          |
| Riek Schagen       | Tante Jans                                                    |
| Johan Valk         | Hoofdonderwijzer Maatsuyker                                   |
| Paul Steenbergen   | Kapelaan De Goey                                              |
| Johan Kaart        | Rechercheur Muysker                                           |
| Hans Tiemeijer     | Tuchtschooldirecteur Reinders                                 |
| Rob de Vries       | Ciskes vader                                                  |
| Bernhard Droog     | Onderwijzer                                                   |
| Jan Teulings       | Henri, vriend van moeder                                      |
| Lies Franken       | Suus Bruis                                                    |
| Cees Laseur        | Kinderrechter Dhr. Van Loon                                   |
| Guus Oster         | Officier van Justitie                                         |
| Ben Groenier       | Gezinsvoogd                                                   |
| Willy Ruys         | Agent                                                         |

## Productie
De film werd grotendeels opgenomen in de Cinetone Studio's; de buitenopnamen werden rond de Zeedijk gemaakt. Voor de Duitse markt werd gelijktijdig een Duitstalige versie opgenomen, met deels andere acteurs. Deze werd uitgebracht onder de titel Ciske: Ein Kind braucht Liebe. Productieleiding had Co ter Linden. De dialoogregie was van Jan Teulings. Geluidsman was Wim Huender.

## Prijzen
- Vierde Zilveren Leeuw van San Marco op het Filmfestival van Venetië.[2]

## Trivia
- Jos Brink deed auditie voor de hoofdrol [3], maar werd afgewezen ten faveure van Dick van der Velde.
- Ciskes klasgenootje Betje werd gespeeld door de Duitse Heidi Schmidt. Zij werd in het Nederlands nagesynchroniseerd.